# Shirleysburg, Pennsylvania
Shirleysburg là một thị trấn thuộc quận Huntingdon, tiểu bang Pennsylvania, Hoa Kỳ. Năm 2010, dân số của thị trấn này là 150 người.